# The Boys of Summer (chanson)
Pour les articles homonymes, voir The Boys of Summer.
Singles de Don Henley
I Can't Stand Still
(1983) All She Wants to Do Is Dance
(1985)
The Boys of Summer est une chanson interprétée par Don Henley (batteur et chanteur du groupe Eagles) qu'il a co-écrite avec Mike Campbell, guitariste de The Heartbreakers, groupe accompagnant le chanteur Tom Petty.
Sortie en single le  29 octobre 1984, elle est le premier extrait de l'album Building the Perfect Beast (en).
Le titre se classe à la 5e place du Billboard Hot 100 et à la 1re du classement Mainstream Rock Tracks chart. Au Royaume-Uni il atteint la 12e position. À noter que lors d'une réédition du single au format CD en 1998, il obtient le même classement dans ce pays.

## Distinctions
Avec cette chanson, Don Henley est élu meilleur chanteur rock lors de la cérémonie des Grammy Awards en 1986, où il était également nommé dans les catégories Producteur de l'année avec Danny Kortchmar et Greg Ladanyi, Chanson de l'année et Enregistrement de l'année.
The Boys of Summer figure dans le classement Les 500 plus grandes chansons de tous les temps selon Rolling Stone.

## Clip
Le clip, réalisé en noir et blanc par Jean-Baptiste Mondino, a reçu plusieurs récompenses lors des MTV Video Music Awards en 1985 : vidéo de l'année, meilleur réalisateur, meilleure direction artistique, meilleure photographie,.

## Classements hebdomadaires
| Classement (1984-1985)                    | Meilleure position |
| ----------------------------------------- | ------------------ |
| Allemagne (GfK Entertainment)             | 18                 |
| Australie (Kent Music Report)             | 3                  |
| Canada (RPM 100 Singles)                  | 15                 |
| États-Unis (Billboard Hot 100)            | 5                  |
| États-Unis (Mainstream Rock Tracks chart) | 1                  |
| Irlande (IRMA)                            | 7                  |
| Nouvelle-Zélande (RMNZ)                   | 18                 |
| Pays-Bas (Nederlandse Top 40)             | 26                 |
| Pays-Bas (Single Top 100)                 | 23                 |
| Royaume-Uni (UK Singles Chart)            | 12                 |

| Classement (1998)              | Meilleure position |
| ------------------------------ | ------------------ |
| Irlande (IRMA)                 | 23                 |
| Royaume-Uni (UK Singles Chart) | 12                 |

| Classement (2009)                  | Meilleure position |
| ---------------------------------- | ------------------ |
| Finlande (Suomen virallinen lista) | 16                 |
| Suède (Sverigetopplistan)          | 35                 |

## Certifications
| Pays              | Certification |
| ----------------- | ------------- |
| Royaume-Uni (BPI) | Or            |

## Reprises
The Boys of Summer a fait l'objet de plusieurs reprises. Deux d'entre elles ont obtenu du succès dans plusieurs pays : DJ Sammy en 2002 et The Ataris en 2003.

### Version de DJ Sammy
Singles de DJ Sammy
Heaven
(2002) Rise Again
(2004)
Pistes de Heaven
Sunlight El Cóndor Pasa
La version du DJ espagnol DJ Sammy, avec la participation vocale de l'artiste néerlandaise Loona, sort en single le 18 novembre 2002, extrait de l'album Heaven. 

#### Liste des remixes
1. Soulside Mix
2. Green Court Remix
3. Original Version
4. Humate Remix
5. Martin Eyerer Remix
6. Original Radio Mix
7. Original Extended Version
8. Single Version
9. Klubbheads Remix
10. Jessy Remix
11. BCD Project Remix

#### Classements hebdomadaires par pays
| Classement (2002-2003)                       | Meilleure position |
| -------------------------------------------- | ------------------ |
| Allemagne (GfK Entertainment)                | 25                 |
| Australie (ARIA)                             | 9                  |
| Autriche (Ö3 Austria Top 40)                 | 49                 |
| Belgique (Flandre Ultratop 50 Singles)       | 20                 |
| Écosse (OCC)                                 | 1                  |
| États-Unis Billboard Hot Dance Singles Sales | 5                  |
| Irlande Classement single                    | 15                 |
| Nouvelle-Zélande (RMNZ)                      | 3                  |
| Pays-Bas (Nederlandse Top 40)                | 19                 |
| Pays-Bas (Single Top 100)                    | 31                 |
| Royaume-Uni (UK Singles Chart)               | 2                  |
| Suède (Sverigetopplistan)                    | 36                 |

#### Certifications
| Pays                    | Certification |
| ----------------------- | ------------- |
| Australie (ARIA)        | Or            |
| Nouvelle-Zélande (RMNZ) | Or            |
| Royaume-Uni (BPI)       | Argent        |

### Version de The Ataris
The Boys of Summer par le groupe punk rock américain The Ataris, sorti en single le 8 septembre 2003, est extrait de l'album So Long, Astoria.

#### Classements hebdomadaires
| Classement (2003-2004)         | Meilleure position |
| ------------------------------ | ------------------ |
| Allemagne (GfK Entertainment)  | 45                 |
| Australie (ARIA)               | 24                 |
| États-Unis (Billboard Hot 100) | 20                 |
| Nouvelle-Zélande (RMNZ)        | 17                 |
| Royaume-Uni (UK Singles Chart) | 49                 |
| Suisse (Schweizer Hitparade)   | 87                 |

#### Certifications
| Pays              | Certification |
| ----------------- | ------------- |
| États-Unis (RIAA) | Or            |